# Sonar a scansione laterale

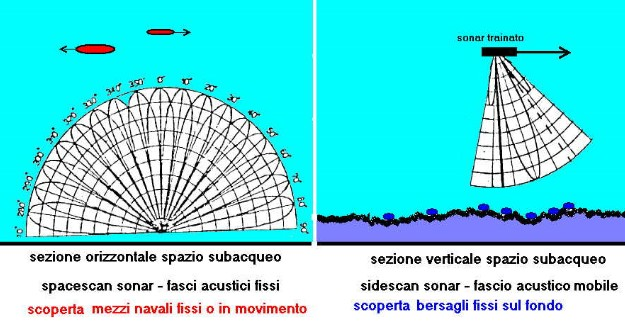
A sinistra scoperta dei bersagli nel piano orizzontale con sonar operativo, sono mostrati numerosi fasci acustici fissi e bersagli in movimento; a destra unico fascio acustico del sonar a scansione laterale tracciato nel piano verticale, bersagli fissi e nave (NP) in movimento

Il sonar a scansione laterale (in inglese: Side Scan Sonar), è un apparato impiegato dalle navi di superficie per scandagliare il fondo del mare per la sua mappatura a scopi di archeologia subacquea ed altro.
Il nome di questo sonar deriva dal modo d'impiego delle basi acustiche montate su di un piccolo veicolo al traino di una nave pilota, le basi acustiche emettono impulsi e individuano gli echi dei bersagli mediante emissioni e ricezioni a scansione  soltanto con raggi rivolti, lateralmente, verso il fondo.
Per illustrare l'apparato, comprenderne la filosofia di funzionamento e la struttura fisica che lo caratterizza, è utile il confronto con
il generico sonar attivo installato su navi di superficie.

## Confronto tra tipologie di sonar
Il confronto tra il funzionamento di un sonar operativo   e il sonar a scansione laterale  consente di evidenziare le problematiche acustiche che interessano il nuovo apparato di rilevamento.<

### Sonar operativo

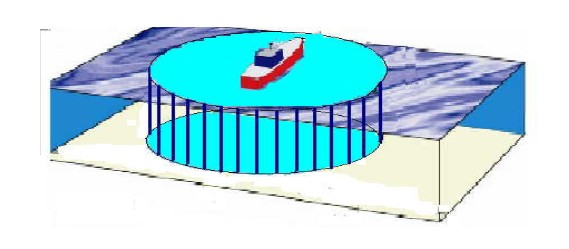
Gabbia ideale del cilindro di propagazione del suono generato da un sonar operativo.

I sonar attivi operativi per navi di superficie hanno, tra i diversi modi d'emissione degli impulsi acustici, il modo panoramico che consente d'irradiare detti impulsi lungo tutti i {\displaystyle 360}° dell'orizzonte in modo che, se i fondali non sono troppo profondi, l'energia acustica si propaga secondo volumi cilindrici come, in modo approssimativo,  può essere indicato da una gabbia che coinvolge una porzione di mare.

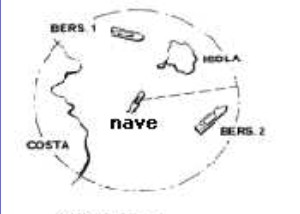
Ipotetico scenario subacqueo

Un ipotetico scenario subacqueo può vedere, attorno alla nave, due bersagli semoventi, un'isola ed una parte di costa. 
All'emissione degli impulsi acustici del sonar operativo gli echi conseguenti alla geometria della zona saranno visualizzati, con tratti luminosi, sullo schermo video di rilevamento.

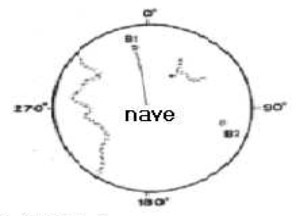
Visualizzazione dei bersagli su schermo del sonar

La visualizzazione dello scenario subacqueo si ottiene tramite un sistema di scansione spaziale realizzato da un insieme di fasci preformati fissi, esplorati in successione di tempo.
Il numero dei fasci preformati, in grado di rivelare gli echi di ritorno dalle zone riflettenti distribuiti su tutti i {\displaystyle 360}°  dell'orizzonte, può essere stabilito con idonea procedura. 
Ciascun fascio è delegato alla scoperta di echi provenienti dalla direzione per la quale è impostato, i fasci contigui consentono il rilevamento di echi provenienti da direzioni intermedie tra di essi.
Il potere di discriminazione angolare del sistema a fasci preformati è dipendente dalla frequenza contenuta negli impulsi emessi, dalle dimensioni della base d'emissione e dal numero dei fasci stessi.

#### Potere discriminazione angolare (ra)

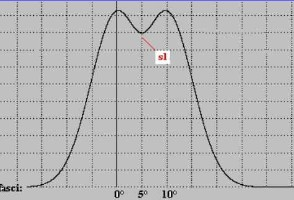
Sovrapposizione caratteristiche della direttività tra fasci adiacenti; in evidenza la sella sl

Emettendo impulsi a  {\displaystyle 10\ khz} con una base circolare d'emissione del diametro di {\displaystyle 1\ m}, e numero dei fasci preformati  {\displaystyle n=72},  un fascio ogni {\displaystyle 5}°,  la risoluzione angolare è di circa {\displaystyle ra=10}°. 
Ne consegue che due bersagli distanti angolarmente di {\displaystyle 10}° sono perfettamente discriminabili l'uno dall'altro grazie alla sella "Sl" che si forma nel fascio intermedio tra i due.
Se due semoventi sono distanti {\displaystyle 1000\ m} dalla nave che li deve discriminare angolarmente,  se le caratteristiche del sistema a fasci preformati sono quelle indicate i due bersagli potranno essere disposti alle estremità di un arco non molto inferiore a circa {\displaystyle 170\ m.}
Per distanze tra i semoventi nettamente inferiori a {\displaystyle 170\ m} il sonar non sarà in grado di discriminare l'un bersaglio dall'altro. 
Naturalmente moltiplicando il numero dei fasci preformati la risoluzione del sonar può essere notevolmente aumentata.

### Sonar a scansione laterale
Il sonar a scansione laterale può essere considerato, a differenza del sonar operativo, come un apparato nel quale un solo fascio acustico , reso mobile  grazie al movimento della nave nella quale è installato, è delegato a ricevere gli echi di bersagli fissi.
L'apparato è dotato di veicolo (VL), trainato dalla nave pilota (NP) , nel quale sono montati base acustica,  pramplificatori, cavo dati che porta i segnali di emissione e ricezione alla consolle di calcolo e comando in plancia.

#### Discriminazione angolare
Il sonar a scansione laterale, contrariamente al sonar operativo, deve consentire una discriminazione angolare molto elevata per poter individuare echi provenienti da elementi riflettenti del fondale , angolarmente molto vicini tra loro, allo scopo di:
creare le carte nautiche e la rilevazione e l'identificazione di oggetti sottomarini 
ricercare le caratteristiche batimetriche dei siti
indagare le problematiche dell'archeologia marina
aiutare a localizzare e identificare gli artefatti di origine antropica subacquee 
classificare i fondali base al tipo di materiale di deposito. 
rilevare gli elementi di detriti e altri ostacoli sul fondo del mare pericolose per la navigazione 
controllare le installazioni sul fondo marino dell'industria petrolifera e del gas .

#### Geometria del campo

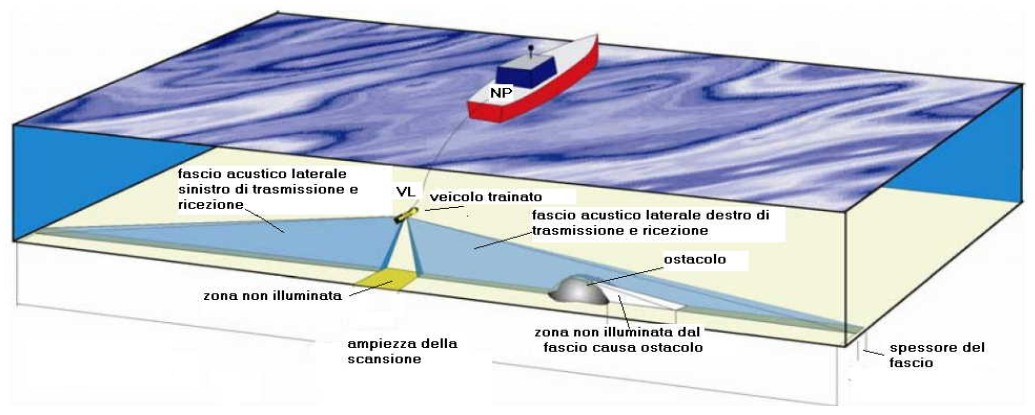
Sonar a scansione laterale:
-nave di traino con sonar (rossa)
-veicolo trainato (VL) con basi acustiche (giallo)
-fasci acustici laterali (celesti)
-zona non illuminata (gialla)
-ostacolo (grigio)
-zona oscurata dall'ostacolo (bianca)

La modalità di funzionamento di questo particolare sonar vede:
-il veicolo (VL), a decine di metri dal fondo, trainato dalla nave (NP), 
due fasci acustici laterali inclinati, a sinistra e a destra, che illuminano il fondo del mare
-la zona non illuminata, sottostante al veicolo VL
-ostacolo illuminato da un fascio
-zona non illuminata dovuta alla schermatura dell'ostacolo

#### Caratteristiche operative
La nave pilota (NP) con le apparecchiature che costituiscono la parte di comando ed elaborazione dati del sonar traina, ad una velocità compresa tra i {\displaystyle 2\ e\ 6} nodi, un piccolo veicolo leggero (VL) che alloggia le parti bagnate  del sonar a scansione laterale.
L'insieme dei trasduttori d'emissione/ricezione del (VL) e l'elettronica associata,  interfacciano con la parte asciutta attraverso un cavo speciale di interscambio dati e segnali al fine di realizzare i fasci acustici di scansione laterale.
La quota di navigazione di (VL) viene mantenuta costante intorno a {\displaystyle 100\ -\ 200\ m} dal fondo per profondità del sito non superiori a {\displaystyle 1000\ m.}
Durante il percorso (VL) emette, a cadenza programmata, segnali acustici impulsivi che illuminano opportunamente il fondo (fasci di scansione laterale) al fine
di ottenere una serie di echi di ritorno che, ricevuti dalle basi acustiche di (VL), generano tensioni impulsive da elaborare per la mappatura del fondale.

#### Struttura e funzionamento fasci laterali

##### Struttura

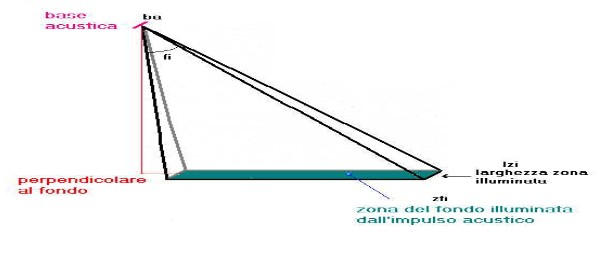
Caratteristiche del fascio laterale: - fi = ampiezza fascio acustico di illuminazione nel piano verticale (il valore dipende dalla caratteristica di direttività di "ba" in tale piano)
- zfi = zona del fondo illuminata dall'impulso acustico
- lzi = larghezza della zona illuminata (dipende dalla caratteristica di direttività orizzontale di "ba")

La struttura del fascio acustico vede:
- ba = base acustica (sono 2 alloggiate lateralmente sul veicolo "VL") 
- fi = ampiezza fascio acustico di illuminazione nel piano verticale (il valore dipende dalla caratteristica di direttività di "ba" in tale piano)
- zfi = zona del fondo illuminata dall'impulso acustico
- lzi = larghezza della zona illuminata (dipende dalla caratteristica di direttività orizzontale di "ba")

##### Funzionamento

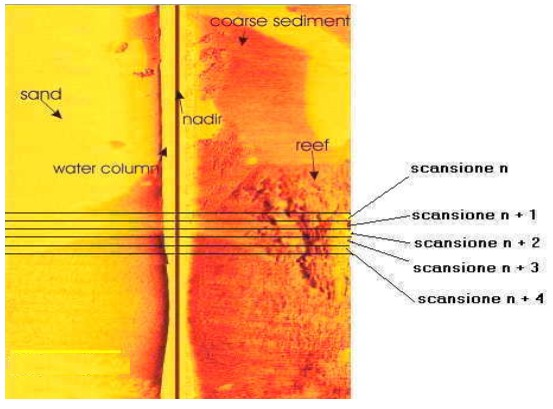
Presentazione video a cascata: mappa dal vero di un fondale marino nella quale sono evidenziate alcune strisce di scansione.

L'operazione di scansione acustica del fondale avviene, di principio, secondo la sequenza:
(VL) emette un impulso acustico in grado d'illuminare, con spessore calibrato "lzi", le due sezioni del fondo marino, sezione di destra e sezione di sinistra, viene esclusa la parte di fondale sotto la verticale di (VL).
Gli echi delle piccole areole che formano le sezioni illuminate sono ricevuti, in sequenza temporale, dalle basi idrofoniche di (VL) che le trasformano in tensioni elettriche; queste, opportune amplificate, filtrate e convertite in formato digitale, sono inviate al sistema di calcolo ed elaborazione del sonar
su (NP).
Il sistema di calcolo, in base alle differenze dei tempi d'arrivo dei singoli echi, individua le posizioni delle piccole areole lungo la fascia illuminata "zfi" per la traduzione in formato video della
prima striscia di scansione. 
(VL), trainato da (NP), prosegue l'avanzamento e la sequenza si ripete.
Ad ogni quaterna di azioni corrisponde una nuova striscia di scansione opportunamente
posizionata accanto alla precedente per realizzare l'effetto di presentazione video detto a cascata.
Gli algoritmi studiati per il processo dei segnali ricevuti dal (VL) sono appannaggio delle diverse branche specialistiche di archeologia subacquea.

#### Frequenze e caratteristiche di lavoro
Al fine di contenere le dimensioni delle basi acustiche del sonar ed avere una buona direttività le frequenze di emissione sono dell'ordine delle centinaia di {\displaystyle kHz.}
L'ampiezza dell'angolo solido del fascio di scansione laterale è determinata dalle dimensioni di ciascuna delle due basi acustiche alloggiate sui fianchi di (VL); le basi possono essere formate da una serie di dischetti di ceramica piezoelettrica . 
Le due sezioni dell'angolo solido, la sezione sul piano orizzontale (direttività orizzontale) e quella sul piano verticale (direttività verticale), hanno ampiezze nel rapporto di circa {\displaystyle 1/50} o inferiore, ciò affinché si possa illuminare una superficie "zfi" stabilita di larghezza "lzi" minima:

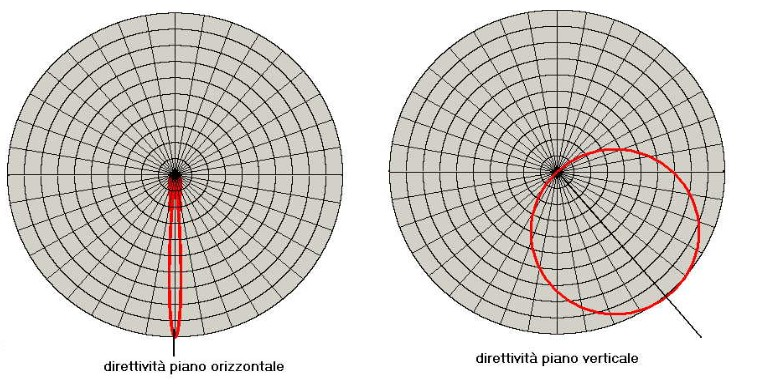
Diagramma di direttività sonar a scansione laterale:a sinistra nel piano orizzontale, a destra nel piano verticale

Le frequenze di lavoro dei sonar a scansione laterale sono, generalmente, variabili da {\displaystyle 80\ khz\ a\ 600\ kHz} ; i valori di frequenza inferiori servono per la scoperta degli oggetti (bassa risoluzione), le frequenze superiori per la loro classificazione (alta risoluzione).
Le ampiezze dei fasci acustici sono di massima:
Lobo di direttività verticale: circa {\displaystyle 50^{\circ }\ a\ {-}3\ dB}
Lobo di direttività orizzontale per bassa risoluzione circa {\displaystyle 1^{\circ }\ a\ {-}3\ dB}
Lobo di direttività orizzontale per alta risoluzione circa {\displaystyle 0.25^{\circ }\ a\ {-}3\ dB}

#### Calcolo delle caratteristiche di direttività
Il calcolo delle caratteristiche di direttività del sonar a scansione laterale deve essere impostato partendo dalla larghezza d'esplorazione laterale voluta e dalla discriminazione angolare che l'apparato deve avere per la classificazione dei bersagli.

##### Caratteristica di direttività verticale

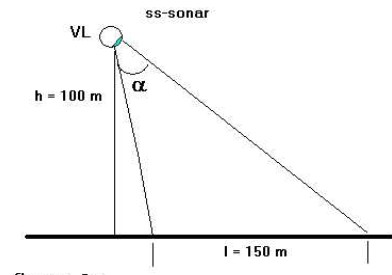
Geometria di direttività nel piano verticale

La caratteristica di direttività verticale è subordinata all'ampiezza voluta per l'estensione dei fasci laterali.
Volendo che a {\displaystyle 100\ m} dal fondo, a seguito dell'emissione di un impulso acustico a {\displaystyle 80\ kHz} s'illuminino due fasce laterali di ampiezza di circa {\displaystyle 150\ m} ciascuna, l'ampiezza α dei lobi delle due basi
di trasmissione, valutata al livello di -{\displaystyle 3dB} rispetto al massimo, deve coprire i {\displaystyle 150\ m}.
Non considerando il piccolo segmento non illuminato sotto (VL) l'angolo {\displaystyle \alpha }; deve essere:
{\displaystyle \alpha \approx \arctan \ (l/h)=\arctan \ (150/100)=56}°

##### Caratteristica di direttività orizzontale

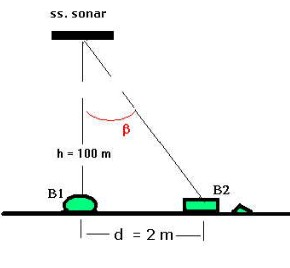
Geometria di direttività nel piano orizzontale

La caratteristica di direttività orizzontale è subordinata all'ampiezza necessaria per la scoperta e/o la classificazione dei reperti sul fondo del mare.
In caso di scoperta la discriminazione angolare può essere modesta, nel caso di classificazione la discriminazione angolare deve essere elevata.
Se ad esempio, in fase di scoperta a frequenza di {\displaystyle 200\ kHz}, vogliamo che a {\displaystyle 100\ m} dal fondo si possano discriminare le posizioni di due oggetti distanti tra loro di {\displaystyle 2\ m} possiamo calcolare l'angolo β sotto il quale, a {\displaystyle 100\ m} , si vedono i due oggetti:
{\displaystyle \beta \approx \arctan \ (d/h)=\arctan /(2/100)=1.1}°

#### Considerazioni tra sonar operativo e sonar a scansione laterale
La realizzazione del sonar operativo implica una notevole struttura
hardware e software per la composizione dei numerosi fasci acustici fissi necessari per la scoperta dei bersagli, mobili e non, lungo tutto l'orizzonte subacqueo.
Il sonar a scansione laterale grazie allo scorrimento del lobo acustico secondo la rotta nave, è dotato di un solo fascio di scansione che semplifica notevolmente la composizione dell'apparato che può essere contenuto, per la maggior parte, nel veicolo trainato le cui le piccole dimensioni possono essere di
massima:
diametro = {\displaystyle 15\ -\ 20\ cm}
lunghezza = {\displaystyle 100\ -\ 130\ cm}

## note
Annotazioni
1. ↑  Per scansione s'intende l'acquisizione degli echi provenienti dal fondo in una successione di eventi temporali
2. ↑   Apparato attivo in dotazione al semovente
3. ↑    Apparato ausiliario per attività particolari
4. ↑  le parti indicate come bagnate sono le basi acustiche immerse
5. ↑   La sequenza temporale è dovuta all'inclinazione del fascio che illumina inizialmente la superficie del fondo più vicino a (VL), in tempo successivo la più lontana.
6. ↑   manufatti ricoperti di resine trasparenti al suono indicati come idrofoni piani

Fonti
1. ↑  Urick, pp. 1-15.
2. ↑  Del Turco, pp. 39-54.
3. ↑  De Dominics, pp. 127-140.
4. ↑  Horton, pp. 356-364.
5. ↑  Pazienza,, pp. 520-545.